# Список ныне живущих архиереев Албанской православной церкви
В списке представлены ныне живущие архиереи Албанской православной церкви.
Епископат Албанской православной церкви насчитывает (на 28 июня 2025 года) шесть человек, из них четверо — епархиальные архиереи, в том числе предстоятель церкви Иоанн, архиепископ Тиранский, Дурреский и всей Албании, и два — титулярные архиереи.
Список составлен в порядке старшинства епископской хиротонии (первая дата в скобках после имени).
Старейший по возрасту архиерей Албанской православной церкви —  Иоанн, архиепископ Тиранский, Дурреский и всей Албании (69 лет); самый молодой — епископ Круйский Анастасий (Мамай) (45 лет).

## Предстоятельство архиепископаАнастасия

### Хиротонии 1998 года
1. Иоанн (Пелюши), архиепископ Тиранский, Дурреский и всей Албании (20 июля 1998; на кафедре с 16 марта 2025)

### Хиротонии 2006 года
1. Николай (Хюка), митрополит Аполлонийский и Фиерский (19 ноября 2006; на кафедре с 7 апреля 2016)
2. Антоний (Мердани), митрополит Эльбасанский (21 ноября 2006; на кафедре с 7 апреля 2016)

### Хиротонии 2012 года
1. Нафанаил (Стергиу), титулярный митрополит Амантийский (21 января 2012; на кафедре со дня хиротонии)
2. Астий (Бакалбаши), митрополит Бератский, Влёрский и Канинский (22 января 2012; на кафедре с 14 ноября 2024)

### Хиротонии 2024 года
1. Анастасий (Мамай), епископ Круйский, викарий Тиранской архиепископии (15 декабря 2024; на кафедре со дня хиротонии)

## Бывшие архиереи, находящиеся в юрисдикции иных поместных церквей
1. Христодул (Мустакис), митрополит бывший Корчинский (28 июля 1996; на покое с 18 июля 1998 года; отпущён в Элладскую ПЦ, с 2000 года титулярный митрополит Авлонский)[2]